# Martina Merlo
Martina Merlo (Torino, 19 febbraio 1993) è una mezzofondista e siepista italiana.

## Biografia
Nata a Torino e cresciuta a Rosta, iniziò in tenera età a praticare la ginnastica artistica, appassionandosi successivamente, nel 2006, all'atletica leggera, che iniziò a praticare con il Gruppo Sportivo Murialdo Rivoli. Nel 2010 vinse il suo primo titolo italiano nei 2000 metri siepi della categoria allievi. Dopo il titolo italiano assoluto nella corsa campestre del 2018, migliorò il proprio primato personale sui 3000 metri siepi, portandolo a 9'43"83, quarta migliore prestazione italiana di sempre, ulteriormente migliorato lo stesso anno fino a 9'41"05.
Dall'autunno 2019 si allena a Modena, Nel 2020 ha conquistato il titolo nazionale assoluto nei 3000 metri siepi e la medaglia di bronzo nei 5000 metri piani.

## Progressione

### 1500 metri piani
| Stagione | Tempo   | Luogo        | Data      | Rank. Mond. |
| -------- | ------- | ------------ | --------- | ----------- |
| 2020     | 4'21"20 | Milano       | 25-7-2020 |             |
| 2019     | 4'21"55 | Bergamo      | 20-6-2019 |             |
| 2018     | 4'22"23 | Bergamo      | 23-6-2018 |             |
| 2017     | 4'28"11 | Torino       | 6-5-2017  |             |
| 2016     | 4'30"27 | Torino       | 7-5-2016  |             |
| 2015     | 4'28"96 | Torino       | 9-5-2015  |             |
| 2013     | 4'36"89 | Rieti        | 16-6-2013 |             |
| 2011     | 4'49"92 | Celle Ligure | 5-7-2011  |             |
| 2010     | 4'44"94 | Alessandria  | 14-7-2010 |             |
| 2009     | 4'51"34 | Sulmona      | 26-9-2009 |             |

### 3000 metri piani
| Stagione | Tempo    | Luogo            | Data       | Rank. Mond. |
| -------- | -------- | ---------------- | ---------- | ----------- |
| 2020     | 9'21"71  | Milano           | 3-10-2020  |             |
| 2019     | 9'29"13  | Castiglione      | 26-5-2019  |             |
| 2017     | 9'27"82  | Milano           | 20-4-2017  |             |
| 2013     | 9'56"53  | Modena           | 13-10-2013 |             |
| 2012     | 9'53"17  | Rovereto         | 4-9-2012   |             |
| 2011     | 10'19"90 | Villanova d'Asti | 25-4-2011  |             |
| 2010     | 10'34"62 | Majano           | 27-6-2010  |             |

### 3000 metri siepi
| Stagione | Tempo    | Luogo   | Data      | Rank. Mond. |
| -------- | -------- | ------- | --------- | ----------- |
| 2020     | 9'48"62  | Espoo   | 5-8-2020  |             |
| 2018     | 9'41"05  | Berlino | 10-8-2018 |             |
| 2017     | 10'04"33 | Lede    | 27-5-2017 |             |
| 2016     | 10'25"07 | Lede    | 29-5-2016 |             |
| 2015     | 10'05"84 | Lede    | 23-5-2015 |             |
| 2013     | 10'40"39 | Rieti   | 15-6-2013 |             |
| 2012     | 10'43"91 | Modena  | 22-9-2012 |             |
| 2011     | 10'50"87 | Sulmona | 24-9-2011 |             |

## Palmarès
| Anno | Manifestazione          | Sede       | Evento         | Risultato | Prestazione | Note |
| ---- | ----------------------- | ---------- | -------------- | --------- | ----------- | ---- |
| 2011 | Europei di cross        | Velenje    | Corsa U20      | 65ª       | 14'43"      |      |
| 2012 | Europei di cross        | Szentendre | Corsa U20      | 46ª       | 14'57"      |      |
| 2012 | Europei di cross        | Szentendre | A squadre U20  | 12ª       | 141 p.      |      |
| 2013 | Europei di cross        | Belgrado   | Corsa U23      | 44ª       | 21'56"      |      |
| 2013 | Europei di cross        | Belgrado   | A squadre U23  | 9ª        | 112 p.      |      |
| 2015 | Europei U23             | Tallinn    | 3000 m siepi   | Batteria  | 10'15"80    |      |
| 2017 | Europei di cross        | Šamorín    | Corsa seniores | 35ª       | 28'32"      |      |
| 2017 | Europei di cross        | Šamorín    | A squadre      | 9ª        | 109 p.      |      |
| 2018 | Europei                 | Berlino    | 3000 m siepi   | Batteria  | 9'41"05     |      |
| 2019 | Europei di cross        | Lisbona    | Corsa seniores | 41ª       | 30'17"      |      |
| 2019 | Europei di cross        | Lisbona    | A squadre      | 5ª        | 56 p.       |      |
| 2022 | Giochi del Mediterraneo | Orano      | 3000 m siepi   | 5ª        | 9'38"84     |      |
| 2022 | Europei                 | Monaco     | 3000 m siepi   | Batteria  | 10'12"13    |      |

## Campionati nazionali
- 3 volte campionessa nazionale assoluta dei 3000 m siepi (2020, 2021, 2022)
- 1 volta campionessa nazionale assoluta di corsa campestre (2018)
- 1 volta campionessa nazionale under 23 dei 3000 m siepi (2015)
- 1 volta campionessa nazionale allievi dei 2000 m siepi (2010)

2007
- 9ª ai campionati italiani cadetti di corsa campestre - 7'54"

2009
- Bronzo ai campionati italiani allievi di corsa campestre - 15'03"

2010
- Oro ai campionati italiani allievi, 2000 m siepi - 7'08"71

2011
- 12ª ai campionati italiani assoluti, 3000 m siepi - 11'27"64
- Argento ai campionati italiani juniores, 3000 m siepi - 11'19"07
- 7ª ai campionati italiani juniores di corsa campestre - 22'26"

2012
- 13ª ai campionati italiani assoluti, 3000 m siepi - 11'08"44
- Argento ai campionati italiani juniores, 3000 m siepi - 11'07"99

2013
- 5ª ai campionati italiani assoluti, 3000 m siepi - 10'50"05
- 15ª ai campionati italiani assoluti di corsa su strada, 10 km - 35'31"
- 8ª ai campionati italiani promesse, 1500 m piani - 4'36"89
- Argento ai campionati italiani promesse, 3000 m siepi - 10'40"39

2015
- 7ª ai campionati italiani assoluti dei 10000 m piani - 34'49"69
- Oro ai campionati italiani promesse, 3000 m siepi - 10'24"31
- Bronzo ai campionati italiani assoluti, 3000 m siepi - 10'18"13

2016
- Non arrivata ai campionati italiani assoluti, 3000 m siepi

2017
- 4ª ai campionati italiani assoluti indoor, 3000 m piani - 9'35"14
- 5ª ai campionati italiani assoluti, 3000 m siepi - 10'17"14
- 12ª ai campionati italiani assoluti di corsa su strada, 10 km - 35'37"

2018
- Oro ai campionati italiani assoluti di corsa campestre, 8 km - 28'52"
- 4ª ai campionati italiani assoluti indoor, 3000 m piani - 9'32"38
- Non arrivata ai campionati italiani assoluti, 3000 m siepi

2020
- Oro ai campionati italiani assoluti, 3000 m siepi - 9'59"54
- Bronzo ai campionati italiani assoluti, 5000 m piani - 16'03"91

2021
- Oro ai campionati italiani assoluti, 10000 m piani - 34'23"25
- Oro ai campionati italiani assoluti, 3000 m siepi - 10'00"01
- Bronzo ai campionati italiani assoluti indoor, 3000 m piani - 9'17"24

2022
- Oro ai campionati italiani assoluti, 3000 m siepi - 9'51"80

## Altre competizioni internazionali
2019
- 9ª alla BOclassic ( Bolzano) - 16'39"

2021
- 4ª negli Europei a squadre ( Chorzów), 3000 m siepi - 9'43"42

2022
- 6ª alla Cinque Mulini ( San Vittore Olona) - 20'31"